# Dymnica różowa
Dymnica różowa (Fumaria schleicheri Soy.-Will.) – gatunek rośliny należący do rodziny makowatych. Zasięg występowania obejmuje centralną Azję, wschodnią, środkową i południową Europę. W Polsce występuje rzadko w południowej części kraju.

## Morfologia
PokrójRoślina wzniesiona lub podnosząca się, osiąga 10–30(50) cm wysokości.
ŁodygaRozgałęziona, naga, gęsto ulistniona.
LiścieJasnozielone, ogonkowe, potrójnie pierzastosieczne, końcowe listki drobne, równowąskolancetowate.
KwiatyZebrane po 12–20 w luźne grono do 4 cm długości. Płatki korony purpuroworóżowe, nie licząc ostrogi 5 razy lub więcej dłuższe od działek kielicha, które mają do 1 mm długości i są okrągło-jajowate. Szypułki kwiatowe są 2–3 razy dłuższe od przysadek.
OwoceKulista niełupka, średnicy 1,5–2 mm, brunatnozielona, nieco spłaszczona z boków, na szczycie znajduje się trwały, krótki dzióbek.
Gatunki podobneNajbardziej podobna jest dymnica drobnokwiatowa (Fumaria vaillantii). Ma wcięty górny płatek korony, kwiaty nie tak intensywnie wybarwione, a spiczasty dzióbek posiadają tylko bardzo młode owocki. Ma też krótsze szypułki – są tylko 1,5- do 2 razy dłuższe od przysadki.

## Biologia i ekologia
Roślina jednoroczna. Kwitnie od czerwca do września. Siedlisko: wysypiska, pola, ugory, ogrody, gdzie występuje jako chwast.

## Zagrożenia i ochrona
Roślina umieszczona na Czerwonej liście roślin i grzybów Polski (2006) w grupie gatunków rzadkich (kategoria zagrożenia: R). W wydaniu z 2016 roku otrzymała kategorię EN (zagrożony).